# Sasori – Jailhouse 41
Sasori – Jailhouse 41 (jap. 女囚さそり 第41雑居房, Joshū Sasori: Dai-41 Zakkyo-bō, dt. „weiblicher Häftling Skorpion: 41. Gemeinschaftszelle“) ist ein japanischer Spielfilm von Regisseur Shun’ya Itō aus dem Jahr 1972 und nach Sasori – Scorpion der zweite Teil einer sechsteiligen Filmreihe, die auf dem erfolgreichen Manga von Tōru Shinohara basiert. Der Streifen mit Meiko Kaji in der Hauptrolle ist ein genretypischer japanischer Exploitationfilm (Pink Eiga, der die typischen Merkmale eines Frauengefängnisfilmes; im englischen „Women in prison film“ (WIP) aufweist wie beispielsweise Erniedrigungen, sadistische Wärter, Vergewaltigungen und brutale Morde). 
Die Fortsetzung knüpft dabei inhaltlich an den ersten Teil an, der die Rache Sasoris thematisiert, während der zweite Teil von der Flucht Sasoris und sechs weiterer Frauen aus dem Gefängnis handelt. Für die Reihe „Nippon Classics“ wurden die ersten beiden Teile der Sasori-Reihe für den deutschsprachigen Markt von Rapid Eye Movies (rem) synchronisiert und im Jahre 2006 als Kauf-DVD angeboten. Die folgenden Sequels werden hingegen nur mit deutschen Untertiteln ausgeliefert.

## Handlung
Nami Matsushima, die von ihren Mitinsassen „Sasori“ – der Skorpion genannt wird, befindet sich zu Beginn des Films gefesselt auf dem Boden einer kalten und dunklen Einzelzelle. Aufgrund des bevorstehenden Besuchs des Justizministers und der Versetzung des Gefängnisdirektors Goda ins Ministerium nach Tokio wird sie für die Feierlichkeiten aus ihrer über einem Jahr währenden Isolationshaft freigelassen. Sasori nutzt diese Gelegenheit um den sadistischen Direktor, der sie für den Verlust seines rechten Auges, sowie für die allgemeinen Unruhen in seiner Haftanstalt verantwortlich macht, mit einer zuvor selbstgefertigten Waffe anzugreifen. Der Justizminister, der sich um eine Resozialisierung bemüht, zeigt sich sichtlich schockiert von dem Gefahrenpotential, das von Sasori sowie von den übrigen Gefangenen ausgeht. Es kommt zu einer kleinen Revolte, die allerdings schnell vom Wachpersonal unter Kontrolle gebracht wird. Aufgrund des Vorfalls ordnet der noch amtierende Gefängnisdirektor drakonische Kollektivstrafen an – die Frauen werden zum Arbeitsdienst im Steinbruch herangezogen.
Goda befürchtet, Sasoris aufsässiges Verhalten könnte die anderen Gefangenen erneut zur Revolte aufstacheln, da die schweigsame Gefangene jegliche körperliche Arbeit zur Züchtigung erduldet. Daher befiehlt er nach erfolgloser Zwangsarbeit die öffentliche Vergewaltigung durch vier seiner Männer, um so ihren Willen zu brechen und sie vor allen anderen Frauen zu demütigen. Auf der Rückfahrt vom Steinbruch zum Gefängnis wird die gefesselte Sasori im Transporter von sechs weiblichen Gefangenen misshandelt und nach minutenlanger Tortur für tot befunden. Der Gefangenentransport stoppt daraufhin und Sasori wird vom Beifahrer, der sich zuvor an ihr verging, inspiziert. Dabei gelingt es Sasori ihren Peiniger zu überwältigen und ihn schließlich zu töten. Das gleiche Schicksal widerfährt dem Fahrer des Transporters, der von Oba erschlagen wird.
Auf der Flucht vor Godas Häschern flüchten die sieben Frauen durch eine karge Landschaft, bis sie Zuflucht in einer verlassenen Siedlung finden. Oba, die sich als zweifache Kindermörderin entlarvt, sowie die übrigen Frauen werden durch den Text eines Liedes beschrieben – allen gemein ist die Brutalität, sowie die Verachtung Sasori gegenüber. Auf ihrer weiteren Reise gelangen sie an den Rand einer Stadt, zögern jedoch diese zu betreten, da sie mit ihrer Gefängniskleidung für Aufsehen sorgen könnten. Sie beschließen bis zum Beginn der Dämmerung in einer abgelegenen Hütte zu verharren, doch eine der Frauen setzt sich bald von der Gruppe ab, um ihren in der Stadt lebenden Sohn aufzusuchen. Sie wird dabei jedoch von zwei Gefängniswärtern empfangen und zur Kooperation mit der Staatsgewalt gezwungen. Während der eine Wärter den genauen Standort an seine Vorgesetzten übermittelt, wird der andere Wärter durch die Gefangene zur Hütte am Stadtrand geführt, wo Sasori ihn bereits empfängt. Dem Aufseher gelingt es dennoch einen kleinen Kampf anzuzetteln, der Haru – eine der sieben flüchtenden Frauen – tödlich verletzt und ihn letztlich auch das Leben kostet. Die übrigen Frauen bringen auf ihrer weiteren Flucht bald einen Reisebus mit überwiegend männlichen Touristen als Geiseln in ihre Gewalt, nachdem drei Männer jener Gruppe zuvor eine Gefangene vergewaltigten und anschließend töteten. Sie setzten ihre Flucht mit dem Reisebus fort, als sie an eine Straßensperre der Polizei gelangen. Sasori wird zur Ablenkung von Oba und den anderen Frauen aus dem fahrenden Bus geworfen, die so leicht von den Sicherheitskräften überwältigt und dingfest gemacht werden kann, während der Bus ungehindert den Kontrollpunkt passiert. 
Als der Bus mit den Geiseln eine weitere Straßensperre durchbricht und einige Zeit später mit der Wand eines Gebäudes kollidiert, befiehlt Goda, der inzwischen den Bus mit Polizeieinheiten umstellte, Sasori zu den übriggebliebenen Geiselnehmerinnen zu bringen. Diese befürchten eine geheime Abmachung zwischen ihr und dem Direktor und verweigern eine Zusammenarbeit, woraufhin die sichtlich enttäuschte Sasori, übrigens erstmals im Film redend, Oba fragt: „Wie konntest du das nur tun?“. Daraufhin wendet sich die Rächerin wieder vom umstellten Reisebus ab und geht zu Goda, zu dem sie auf die Frage, ob die Geiseln noch am Leben wären mit „Sie sind alle tot!“ antwortet. Daraufhin stürmt die Polizei den Bus und erschießt versehentlich drei noch lebende Geiseln, sowie alle Geiselnehmerinnen mit Ausnahme von Oba, die lediglich verwundet und mit Sasori in einem Transporter eingeschlossen wird. Goda, der seit dem Ausbruch mit mehreren Skandalen und Fehleinschätzungen zu kämpfen hat, befiehlt zwei von seinen Gefolgsleuten, Okizaki und Furuya, Sasori auf dem Weg zum Gefängnis umzubringen. Doch dieser Plan misslingt und Sasori kann mit Hilfe Obas, die später an ihren Wunden verstirbt, die beiden Wärter auf einer Mülldeponie erschießen.
Als schwarzgekleidete Rächerin ersticht Sasori am Ende des Filmes den neuen Bereichsleiter im Tokioter Justizministerium, Goda.

## Kritiken
Das Lexikon des internationalen Films schrieb, der zweite Teil der ‚Sasori‘-Serie sei ein „allegorisch überhöhter Frauengefängnis-Film mit nahezu apokalyptischem Ausgang, der mit einem Übermaß an Sex und Gewalt“ aufwarte. Der Film sei ferner „Exploitation auf visuell hohem Niveau mit verstörenden Bildern.“